# 470-talet f.Kr.

## Händelser
- De persiska krigen går in på sitt tredje årtionde. 480 f.Kr. har grekerna visserligen blivit besegrade av perserna vid Thermopyle, men de har å andra sidan slagit tillbaka vid Salamis och trots att perserna år 479 f.Kr. till och med plundrar Aten besegras de av grekerna igen i det avgörande slaget vid Plataiai den 27 augusti samma år. Den spartanske generalen Pausanias kan året därpå leda en armé till de persiska befästningarna Cypern och Byzantion. Han råkar dock ut för en förtroendekris och fråntas befälet.
- År 477 f.Kr. skickar grekerna en straffexpedition under Themistokles mot Aleuadaiätten, eftersom de har hjälpt perserna. Härvid blir den ene av Spartas två kungar anklagad för att ha tagit mutor från denna ätt och förvisas från Sparta. Samtidigt avsäger sig flera stadsstater Spartas överhöghet och bildar istället det attiska sjöförbundet under Atens ledning. Även om maktförhållandena i Aten växlar under 476 f.Kr. kan förbundet detta år fortsätta att befria de joniska städerna från persernas styre.
- Under decenniet slåss greker och etrusker om herraväldet i Italien och striderna avgörs till grekernas fördel genom slaget vid Cumae år 474 f.Kr.
- År 472 f.Kr. skriver Aischylos tragedin Perserna, som är den äldsta av de antika pjäser, som har bevarats till modern tid.
- I slutet av decenniet avsätts de båda politikerna Themistokles (471 f.Kr.) och Pausanias (470 f.Kr.) från sina poster som ledande atensk respektive spartansk politiker. Medan Pausanias indirekt avrättas (det tempel där han har sökt sig en fristad omgärdas snart av en mur, så att han svälter ihjäl därinne) lever Themistokles i exil i ytterligare elva år.

## Födda
- 470 f.Kr. – Sokrates, grekisk filosof.

## Avlidna
- 479 f.Kr.
  - Konfucius, kinesisk filosof.
  - Efialtes av Trakis, grekisk förrädare.
- 475 f.Kr. – Herakleitos, grekisk filosof.
- 470 f.Kr. – Pausanias, spartansk general.